# Barbara Dunst
Barbara Dunst  (* 25. September 1997 in Graz) ist eine österreichische Fußballspielerin und Österreichs Fußballerin des Jahres 2023 und 2024.

## Karriere

### Vereine
Dunst begann das Fußballspielen 2004 beim SV Anger, wo sie acht Jahre in Jungenmannschaften spielte, ehe sie ab Sommer 2012 ebenfalls in einer Jungenmannschaft für den SC St. Ruprecht/Raab auflief. Im November 2012 wechselte sie zum Bundesligisten LUV Graz, für den sie am 10. November 2012 in der Ligapartie gegen FC Wacker Innsbruck debütierte. Zur Spielzeit 2014/15 wechselte sie zum Ligakonkurrenten und amtierenden Pokalsieger FSK St. Pölten. Mit diesem gewann sie sogleich das Double aus Meisterschaft und Pokal und wiederholte diesen Erfolg in der Folgesaison. In der Champions League erreichte sie mit der Mannschaft sowohl 2015/16 als auch 2016/17 das Sechzehntelfinale, wo man sich jedoch dem ASD CF Bardolino bzw. Brøndby IF geschlagen geben musste.
Zur Rückrunde der Saison 2016/17 unterschrieb sie einen Vertrag beim deutschen Bundesligisten Bayer 04 Leverkusen, für den sie am 19. Februar 2017 (12. Spieltag) beim 1:1 im Ligaspiel gegen den FF USV Jena ihr Pflichtspieldebüt gab. Am 21. Juni 2017 verließ sie den Absteiger Leverkusen und wechselte zum MSV Duisburg. Ende April 2019 wurde ihr Wechsel zum 1. FFC Frankfurt bekannt, bei dem sie einen Vertrag bis Sommer 2020 unterschrieb. Im Juli 2020 wurde der 1. FFC Frankfurt in den Verein Eintracht Frankfurt integriert und bildet somit die Frauenfußballabteilung des Vereins.
Am 20. März 2025 wurde sie vom FC Bayern München ab der Saison 2025/26 verpflichtet und mit einem bis zum 30. Juni 2028 datierten Vertrag ausgestattet.

### Nationalmannschaft
Dunst durchlief die Nachwuchsauswahlen des ÖFB und qualifizierte sich Ende 2013 mit der U17-Nationalmannschaft als erste österreichische Frauenauswahl für eine Europameisterschaft. Während des Turniers, bei dem Österreich nach der Vorrunde ausschied, führte sie ihre Mannschaft als Kapitänin aufs Feld, bestritt sämtliche drei Gruppenspiele und erzielte dabei einen Treffer. 2016 gelang ihr mit der U19-Nationalmannschaft ebenfalls die Qualifikation für die Europameisterschaft, wo man jedoch erneut den Einzug in das Halbfinale verpasste.
Bereits im Oktober 2015 war sie für das Europameisterschafts-Qualifikationsspiel gegen die israelische Auswahl erstmals in den Kader der A-Nationalmannschaft berufen worden und feierte in dieser Partie am 25. Oktober 2015 auch ihr Debüt. Im März 2016 gewann sie mit der Mannschaft den Zypern-Cup.

## Erfolge
Verein
- Österreichische Meisterin 2014/15 und 2015/16 (mit dem FSK St. Pölten)
- Österreichische Pokalsiegerin 2015 und 2016 (mit dem FSK St. Pölten)

Nationalmannschaft
- Zypern-Cup-Siegerin 2016

## Auszeichnungen
- Österreichs Fußballerin des Jahres (APA): 2023[9] und 2024[10]
- VdF-Fußballerwahl (Bruno) zur Legionärin der Saison: 2024[11]